# N. Glaudemans en Zn.
De firma N. Glaudemans en Zn. was een Nederlandse onderneming in 's-Hertogenbosch (1886-1995), gespecialiseerd in het maken van grafmonumenten.

## Geschiedenis
Nicolaas Glaudemans (1852-1931) werd geboren in Den Bosch als zoon van een hovenier. Hij werkte zo'n twintig jaar als knecht op de steenhouwerij van Antonius Verouden in de Uilenburg. Nadat Verouden in februari 1886 overleed nam Glaudemans de steenhouwerij over en zette deze voort onder de naam N. Glaudemans. 
Het bedrijf verhuisde naar de Korte Putstraat (1899) en later naar de Lange Putstraat (1902). Rond 1903 werd zoon Gerard (1880-1959) firmant in de zaak en veranderde de bedrijfsnaam naar N. Glaudemans en Zn. Hij was nog leerling aan de Koninklijke School toen hij in 1900 het grafmonument voor de familie Lautermans in Gemonde maakte. Gerard werd in 1919 directeur van de firma, hij werd later op zijn beurt opgevolgd door zijn zoon Huub. Van 1921 tot 1966 was het bedrijf gevestigd aan de Kerkstraat 34 in 's-Hertogenbosch.
In 1966 werd een nieuw pand betrokken aan de Koenendelseweg. Het bedrijf, dat werd voortgezet onder de naam Glaudemans Natuursteen B.V., werd in 1995 opgeheven.
De firma Glaudemans was gespecialiseerd in het vervaardigen van grafmonumenten en maakte daarnaast andere stenen werken als schoorsteenmantels, vloertegels en kruizen. Een aantal van de grafmonumenten is als rijksmonument in het Monumentenregister opgenomen. Het bedrijf leverde ook marmer, hardsteen en zandsteen voor de bouw van woningen, kerken en bedrijfspanden en de restauratie van onder meer de Sint-Jan. 

## Werken (selectie)
- 1887 grafmonument van A.M. van den Bergh-Sassen, Veghel
- 1896 grafmonument mej. C. Manders, Veghel
- 1900 grafmonument van de familie Lautermans, Gemonde
- 1900-1902 gedecoreerde tegelvloer voor de Sint-Remigiuskerk (Lithoijen)
- 1903 sokkel voor de Drakenfontein ('s-Hertogenbosch)
- 1903 grafmonument van A.B. de Beer, Alphen aan den Rijn
- 1906 grafmonument van P.A. Verhagen, Schijndel
- 1906 grafmonument van Hubert van den Bergh, Veghel
- 1909 grafmonument van de gebroeders Hezenmans, 's-Hertogenbosch
- 1909 grafmonument van A.J. Egberts-van den Boom, 's-Hertogenbosch
- 1925 mozaïekvloer voor de kapel van seminarie Hageveld, Heemstede
- 1925 sokkel voor het Heilig Hartbeeld ('s-Hertogenbosch) van Dorus Hermsen en Aloïs De Beule
- 1936 tweeledige sarcofaag voor het gedenkteken Franse vluchtelingen, ontworpen door Huib Luns
- 1946 Erkentelijkheid, ter nagedachtenis aan mr. F.J. van Lanschot, 's-Hertogenbosch
- doopvont Sint-Corneliuskerk (Wanroij)

## Galerij

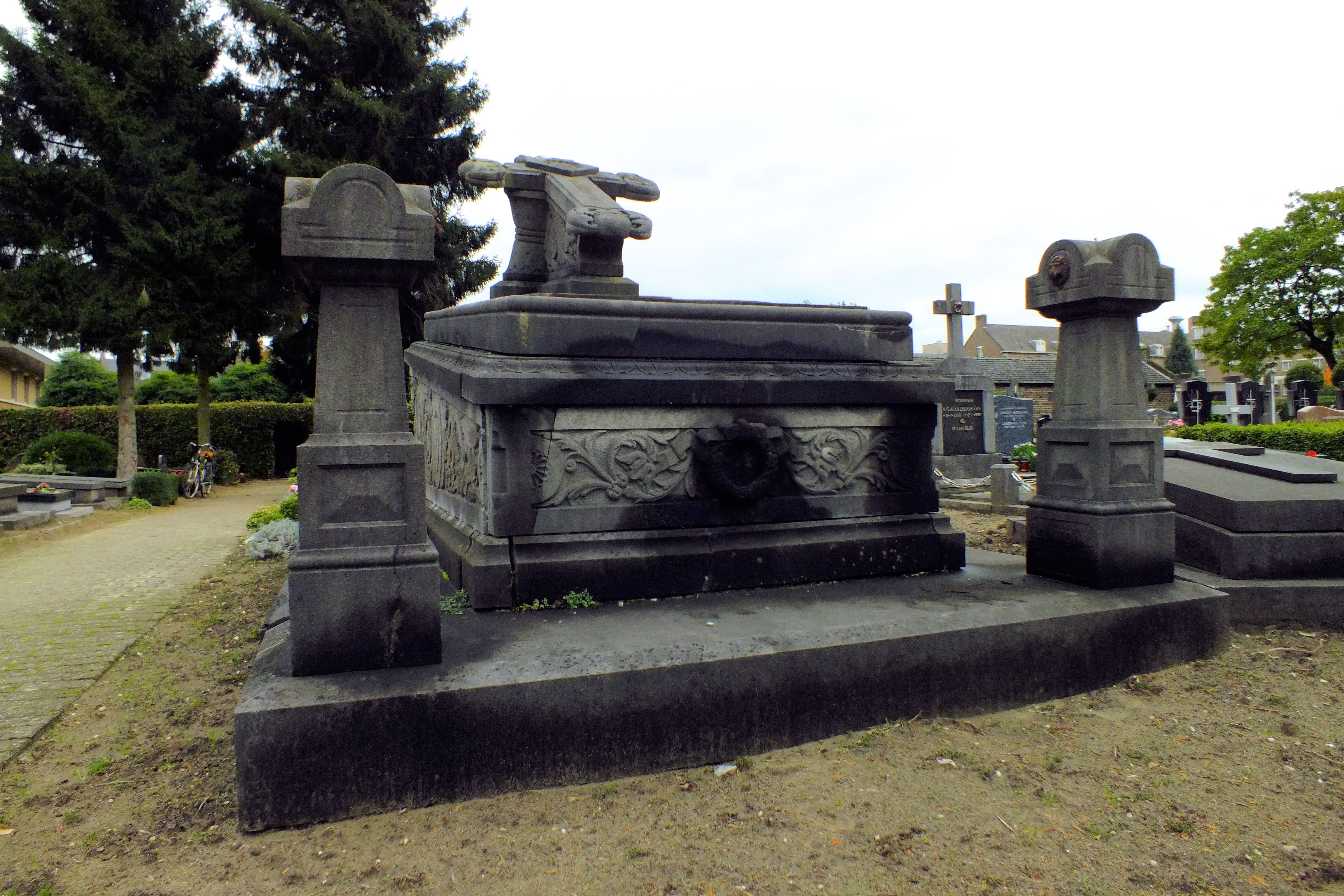
Grafmonument van A.M. van den Bergh-Sassen
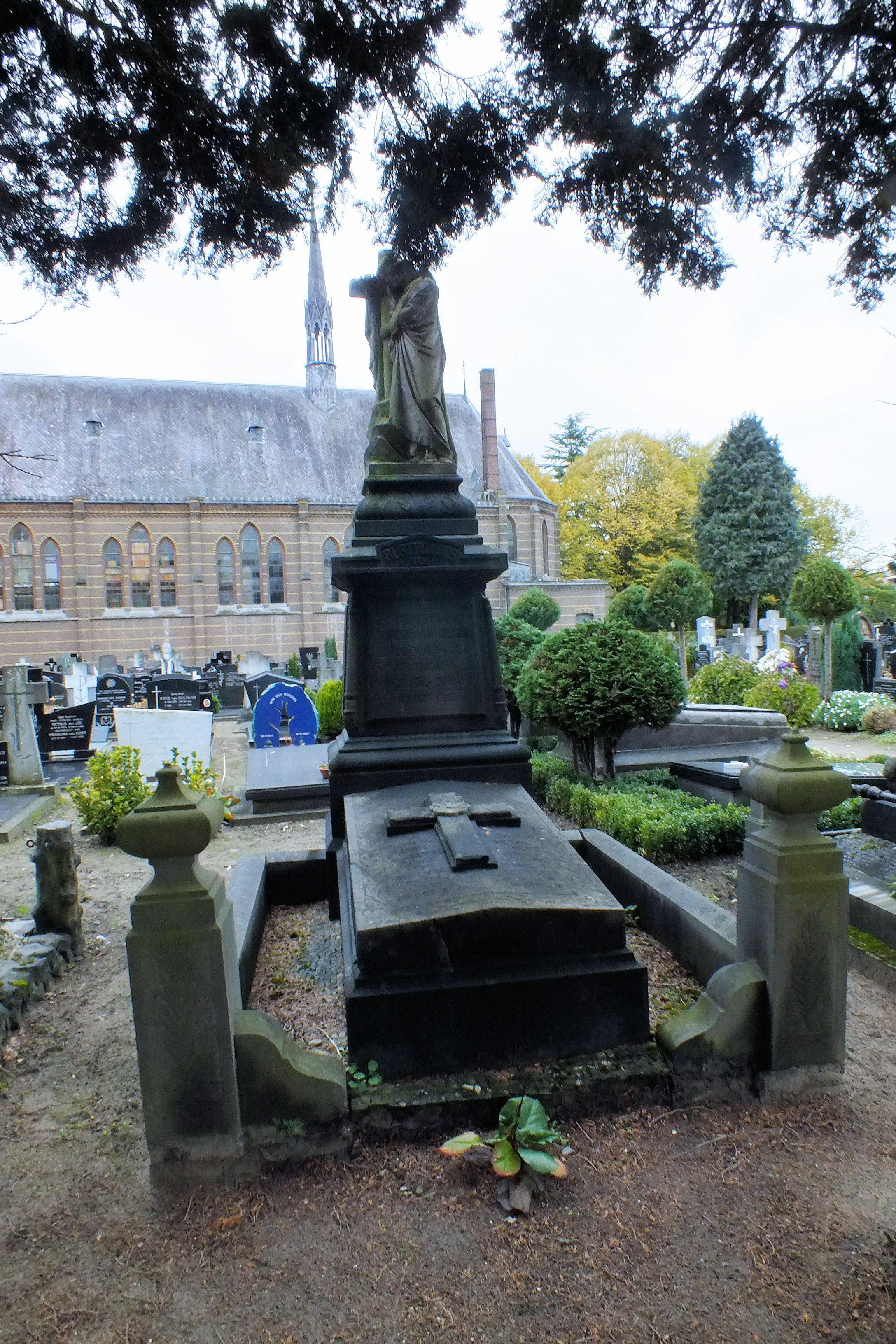
Grafmonument van H. van den Bergh
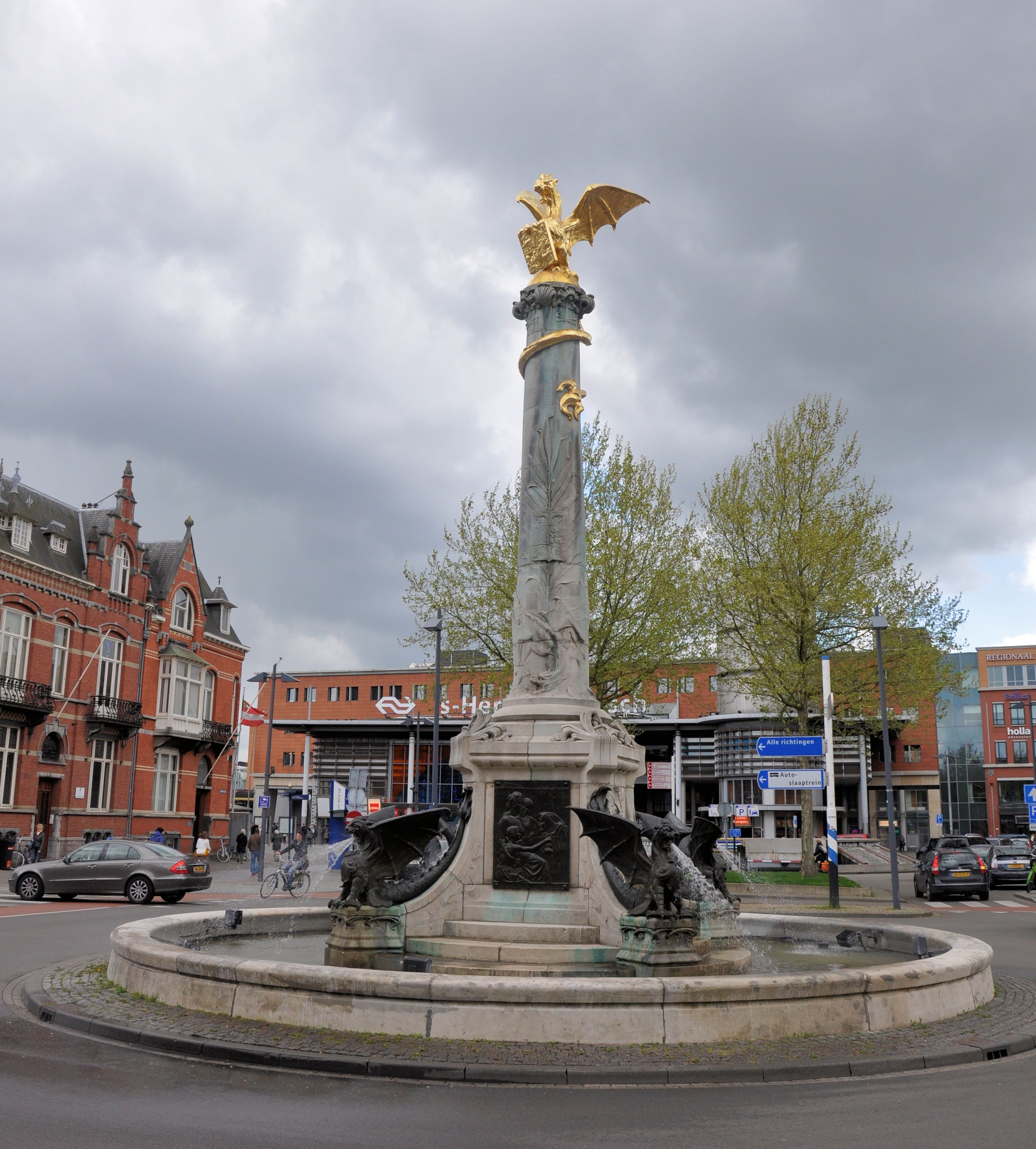
Drakenfontein
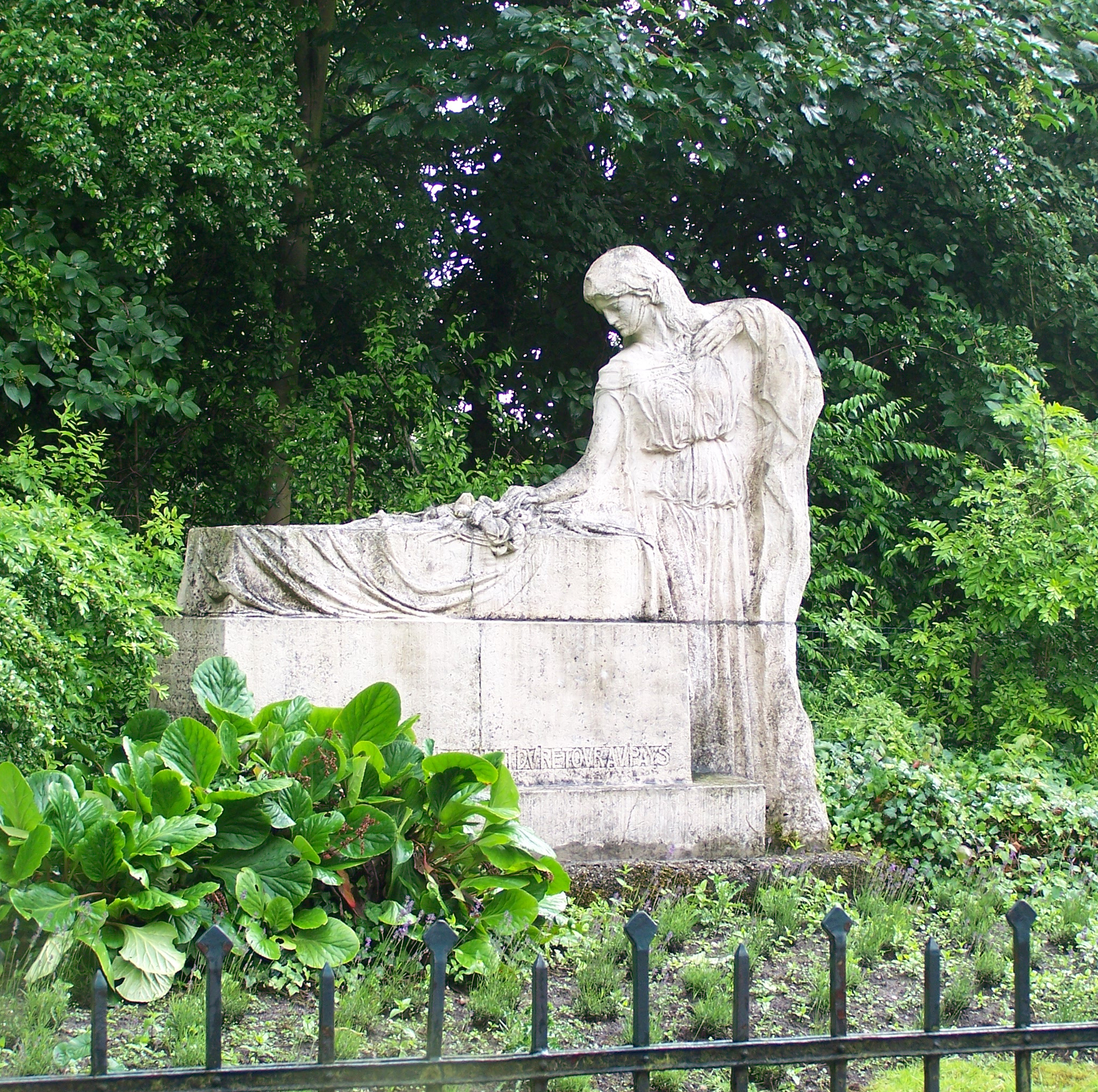
Monument Franse vluchtelingen